# Dampiera rosmarinifolia
Dampiera rosmarinifolia är en tvåhjärtbladig växtart som beskrevs av Diederich Franz Leonhard von Schlechtendal. Dampiera rosmarinifolia ingår i släktet Dampiera, och familjen Goodeniaceae. Inga underarter finns listade i Catalogue of Life.